# Уорнер, Чарльз Дадли
Чарльз Да́дли Уо́рнер (англ. Charles Dudley Warner; 12 сентября 1829, Plainfield, Массачусетс — 20 октября 1900, Хартфорд) — американский писатель. Друг Марка Твена, с которым в соавторстве написал роман «Позолоченный век» (1873).

## Биография
Чарльз Дадли Уорнер родился 12 сентября 1829 года в городке Плейнфилд (штат Массачусетс, США). С 6 до 14 лет жил в городке Чарлемонт в том же штате. Затем перебрался в городок Казеновия в штате Нью-Йорк, в 1851 году окончил колледж Хэмилтон. Немного работал геодезистом в Миссури, потом учился на юриста в Пенсильванском университете. После этого переехал в Чикаго, где был практикующим адвокатом с 1856 по 1860 годы. Однако это занятие его не увлекло, поэтому он бросил всё и переехал в Коннектикут, где устроился помощником редактора в газету The Hartford Press. Уже через год он стал её редактором и пребывал в этой должности до 1867 года, когда The Hartford Press была поглощена Hartford Courant, и тогда Уорнер стал соредактором последней, вместе с Джозефом Хоули.
С 1870 года Уорнер начал писать: сначала скетчи и «путевые заметки», потом повести и эссе.
Уорнер много путешествовал, активно интересовался различными движениями за общественное благо.
В 1884 году Уорнер вошёл в редакторский состав журнала Harper’s Magazine. Был первым президентом Национального института искусств и литературы.
Чарльз Дадли Уорнер скончался 20 октября 1900 года в Хартфорде (штат Коннектикут), где он прожил последние сорок лет. Похоронен на кладбище «Кедровый холм». Одним из несущих гроб был его друг Марк Твен, надгробную речь читал писатель и священник Джозеф Туичелл.
Чарльзу Уорнеру принадлежит известная острота «Все ругают погоду, но никто с ней не борется». Марк Твен часто её озвучивал на своих выступлениях и лекциях, поэтому многие уверены, что это высказывание принадлежит ему.
Жители Сан-Диего (штат Калифорния) были настолько признательны писателю за описание их города в произведении «Наша Италия», что назвали три улицы в районе Пойнт-Лома в его честь: Чарльз-стрит, Дадли-стрит и Уорнер-стрит.

## Избранные работы
- 1870 — My Summer in a Garden and Calvin, A Study of Character («Моё лето в саду и Кельвин[5]») — скетч, первое заметное произведение Уорнера.
- 1872 — Saunterings — путевые заметки путешествия по Западной Европе.
- 1873 — The Gilded Age: A Tale of Today («Позолоченный век») — сатирический роман, в соавторстве с Марком Твеном.
- 1874 — Баддек и всё такое прочее[англ.] — путевые заметки путешествия по Новой Шотландии, в частности о деревне Баддек.
- 1876 — My Winter on the Nile («Моя зима на Ниле») — путевые заметки путешествия по Нилу.
- 1877 — Being a Boy («Быть мальчиком») — автобиографическая повесть о жизни в Чарлемонте[англ.] в 1835—1843 гг.
- 1883 — A Roundabout Journey, in Europe («Окольное путешествие по Европе») — путевые заметки путешествия по Европе.
- 1886 — Their Pilgrimage («Их паломничество»)
- 1888 — On Horseback, in the Southern States («Верхом по южным штатам») — путевые заметки путешествия по Югу США.
- 1889 — A Little Journey in the World («Маленькое путешествие по миру»)
- 1891 — Our Italy, etc. («Наша Италия и т. д.») — путевые заметки путешествия по Южной Калифорнии.
- 1894 — The Golden House («Золотой дом»)
- 1896 — The Relation of Literature to Life («Отношение литературы к жизни»)
- 1897 — The People for Whom Shakespeare Wrote («Люди, для которых писал Шекспир»)
- 1902 — Fashions in Literature («Мода в литературе») †